# Bahnstrecke Baroncourt–Audun-le-Roman
| Halt des X 4719 am Bahnhof von Audun-le-Roman anlässlich einer Exkursion der Touristenbahn der südlichen Ardennen (CFTSA). |                      |                                                                      |                                                                      |
| Streckennummer (SNCF): | 218 000              |                                                                      |                                                                      |
| Kursbuchstrecke (SNCF): | 29 (1935)            |                                                                      |                                                                      |
| Streckenlänge: | 21,78 km             |                                                                      |                                                                      |
| Spurweite: | 1435 mm (Normalspur) |                                                                      |                                                                      |
| Maximale Neigung: | 10 ‰                 |                                                                      |                                                                      |
| Minimaler Radius: | 500 m                |                                                                      |                                                                      |
| Zweigleisigkeit: | ehem. ja             |                                                                      |                                                                      |
| |                      |                                                                      |                                                                      |
| \| \| \| Bahnstrecke Longuyon–Pagny-sur-Moselle von/nach Longuyon \| \| \| \| 43,4 \| Bahnstrecke Marcq-Saint-Juvin–Baroncourt von Marcq-St-Juvin \| Bahnstrecke Marcq-Saint-Juvin–Baroncourt von Marcq-St-Juvin \| \| \| 22,3 0,0 \| Baroncourt \| 241 m \| \| \| \| \| \| \| \| 23,2 \| Bahnstrecke Longuyon–Pagny-sur-Moselle nach Pagny/Moselle \| Bahnstrecke Longuyon–Pagny-sur-Moselle nach Pagny/Moselle \| \| \| \| Ausbauende \| \| \| \| 1,2 \| Othain (14 m) \| Othain (14 m) \| \| \| \| Mine Amermont-Dommary \| \| \| \| 4,3 \| Bouligny \| 270 m \| \| \| \| Mine Joudreville \| \| \| \| 7,7 \| Joudreville \| Joudreville \| \| \| \| Mine Nord-Est \| \| \| \| \| Mine Mourière \| \| \| \| 8,8 \| Piennes \| 305 m \| \| \| ~11,0 \| D 643 (ehem. RN 381) \| D 643 (ehem. RN 381) \| \| \| ~11,1 \| Mine Landres \| Mine Landres \| \| \| 11,7 \| Landres \| 320 m \| \| \| \| Mine Murville \| \| \| \| ~13,7 \| D 952 (ehem. RN 52bis) \| D 952 (ehem. RN 52bis) \| \| \| 14,9 \| Département Meurthe-et-Moselle/Meuse \| Département Meurthe-et-Moselle/Meuse \| \| \| 16,8 \| Viaduc de Beaufontaine (180 m) \| Viaduc de Beaufontaine (180 m) \| \| \| 17,1 \| Anderny \| 326 m \| \| \| ~20,0 \| Bahnstrecke Valleroy-Moineville–Villerupt-Micheville v. Valleroy-M. \| Bahnstrecke Valleroy-Moineville–Villerupt-Micheville v. Valleroy-M. \| \| \| \| D 906 (ehem. RN 406) \| \| \| \| \| Bahnstrecke Mohon–Thionville von Thionville \| \| \| \| ~254,1 \| D 906 (ehem. RN 406) \| D 906 (ehem. RN 406) \| \| \| \| \| \| \| \| 21,8 252,9 \| Audun-le-Roman \| 336 m \| \| \| \| Bahnstrecke Valleroy-Moineville–Villerupt-Micheville n. Villerupt-M. \| \| \| \| \| Bahnstrecke Mohon–Thionville nach Mohon \| \| |                      |                                                                      |                                                                      |
| Strecke |                      | Bahnstrecke Longuyon–Pagny-sur-Moselle von/nach Longuyon             | Bahnstrecke Longuyon–Pagny-sur-Moselle von/nach Longuyon             |
| Abzweig geradeaus, ehemals nach rechts und ehemals von rechts | 43,4                 | Bahnstrecke Marcq-Saint-Juvin–Baroncourt von Marcq-St-Juvin          | Bahnstrecke Marcq-Saint-Juvin–Baroncourt von Marcq-St-Juvin          |
| Betriebs-/Güterbahnhof Streckenanfang · Bahnhof | 22,3 0,0             | Baroncourt                                                           | 241 m                                                                |
| Strecke nach links (außer Betrieb) · Abzweig geradeaus und von rechts |                      |                                                                      |                                                                      |
| Abzweig geradeaus und nach rechts | 23,2                 | Bahnstrecke Longuyon–Pagny-sur-Moselle nach Pagny/Moselle            | Bahnstrecke Longuyon–Pagny-sur-Moselle nach Pagny/Moselle            |
| |                      | Ausbauende                                                           |                                                                      |
| Brücke über Wasserlauf | 1,2                  | Othain (14 m)                                                        | Othain (14 m)                                                        |
| Abzweig geradeaus und ehemals nach links · Betriebsstelle Streckenende und quer |                      | Mine Amermont-Dommary                                                | Mine Amermont-Dommary                                                |
| ehemaliger Haltepunkt / Haltestelle | 4,3                  | Bouligny                                                             | 270 m                                                                |
| Betriebsstelle Streckenanfang und quer · Abzweig geradeaus und ehemals nach rechts |                      | Mine Joudreville                                                     | Mine Joudreville                                                     |
| ehemaliger Haltepunkt / Haltestelle | 7,7                  | Joudreville                                                          | Joudreville                                                          |
| Betriebsstelle Streckenanfang und quer · Abzweig geradeaus und ehemals nach rechts |                      | Mine Nord-Est                                                        | Mine Nord-Est                                                        |
| Abzweig geradeaus und ehemals von links · Betriebsstelle Streckenende und quer |                      | Mine Mourière                                                        | Mine Mourière                                                        |
| ehemaliger Haltepunkt / Haltestelle | 8,8                  | Piennes                                                              | 305 m                                                                |
| Brücke | ~11,0                | D 643 (ehem. RN 381)                                                 | D 643 (ehem. RN 381)                                                 |
| Betriebsstelle Streckenanfang und quer · Abzweig geradeaus und ehemals von rechts | ~11,1                | Mine Landres                                                         | Mine Landres                                                         |
| ehemaliger Haltepunkt / Haltestelle | 11,7                 | Landres                                                              | 320 m                                                                |
| Abzweig geradeaus und ehemals nach links · Betriebsstelle Streckenende und quer |                      | Mine Murville                                                        | Mine Murville                                                        |
| Strecke mit Straßenbrücke | ~13,7                | D 952 (ehem. RN 52bis)                                               | D 952 (ehem. RN 52bis)                                               |
| Grenze | 14,9                 | Département Meurthe-et-Moselle/Meuse                                 | Département Meurthe-et-Moselle/Meuse                                 |
| Brücke | 16,8                 | Viaduc de Beaufontaine (180 m)                                       | Viaduc de Beaufontaine (180 m)                                       |
| ehemaliger Haltepunkt / Haltestelle | 17,1                 | Anderny                                                              | 326 m                                                                |
| Strecke von rechts · Abzweig ehemals geradeaus und nach halblinks | ~20,0                | Bahnstrecke Valleroy-Moineville–Villerupt-Micheville v. Valleroy-M.  | Bahnstrecke Valleroy-Moineville–Villerupt-Micheville v. Valleroy-M.  |
| Strecke · Strecke mit Straßenbrücke · Strecke von halbrechts |                      | D 906 (ehem. RN 406)                                                 | D 906 (ehem. RN 406)                                                 |
| Abzweig quer und nach links · Abzweig ehemals nach rechts und von rechts · Strecke |                      | Bahnstrecke Mohon–Thionville von Thionville                          | Bahnstrecke Mohon–Thionville von Thionville                          |
| Strecke mit Straßenbrücke · Strecke nach halbrechts | ~254,1               | D 906 (ehem. RN 406)                                                 | D 906 (ehem. RN 406)                                                 |
| Abzweig geradeaus und von halblinks |                      |                                                                      |                                                                      |
| Bahnhof | 21,8 252,9           | Audun-le-Roman                                                       | 336 m                                                                |
| Abzweig geradeaus und nach rechts |                      | Bahnstrecke Valleroy-Moineville–Villerupt-Micheville n. Villerupt-M. | Bahnstrecke Valleroy-Moineville–Villerupt-Micheville n. Villerupt-M. |
| Strecke |                      | Bahnstrecke Mohon–Thionville nach Mohon                              | Bahnstrecke Mohon–Thionville nach Mohon                              |

Die Bahnstrecke Baroncourt–Audun-le-Roman ist eine elektrifizierte, ehemals zweigleisige, etwas über 20 km lange Eisenbahnstrecke der SNCF in Lothringen, Nordostfrankreich. Sie ist seit 1987 nicht mehr in Betrieb, wird aber nach wie vor unterhalten und ist nicht entwidmet.

## Geschichte
Die Konzession für diese Strecke wurde am 15. Mai 1899 an die regionale Eisenbahngesellschaft Chemins de fer de l’Est (EST) erteilt. Sie wurde am 25. Januar 1907 zwischen Baroncourt und Piennes und am 1. Dezember desselben Jahres zwischen Piennes und Audun-le-Roman zunächst nur eingleisig eröffnet. Ein zweites Gleis zwischen Baroncourt und Landres kam im Sommer 1911 hinzu. Später wurde das zweite Gleis bis Audun-le-Roman verlängert und blieb bis 1980.
Die Strecke lebte im Wesentlichen von den Eisenerz-Minen, die sie verband. Sie war der einzige Transportweg für dieses Massengut. Durch den Zusammenbruch des mitteleuropäischen Erzmarktes durch hochwertigere Erze aus der ganzen Welt und die Verbesserung der Transportleistung von den Nordseehäfen – auch durch die 1964 abgeschlossene Moselkanalisierung zwischen Metz und Koblenz – wurden die Minen innerhalb weniger Jahre unrentabel und mussten schließen. Entsprechend wurde die Strecke nicht mehr gebraucht und die SNCF stellte in den Jahren 1984 bis 1987 schrittweise ihren Verkehr ein. Bereits kurz vor Beginn des Zweiten Weltkriegs war der Personenverkehr eingestellt worden.

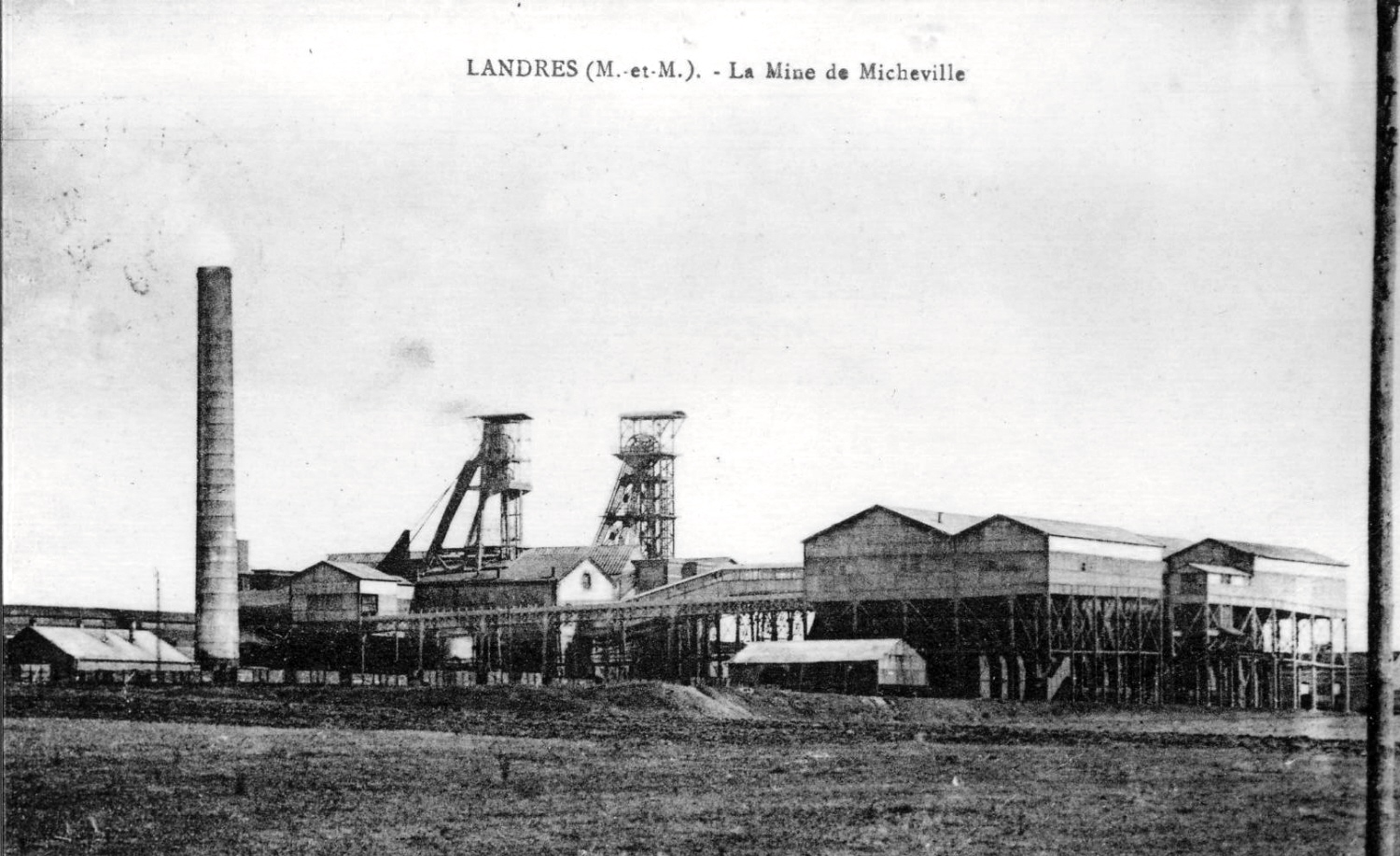
Eisenerz-Bergwerk Mine Micheville bei Landres, 1930

Anfang der 1950er-Jahre war die Bedeutung der Strecke und der Betrieb in dieser Industrieregion so groß, dass man sich dafür entschied, sie mit 25 kV, 50 Hz zu elektrifizieren. Am 29. Juni 1955 wurde in Audun-le-Roman ein Test mit einer CC 14100-Elektrolok durchgeführt, die einen 2700 t schweren Erzzug zog. Es zeigte sich, dass der Betrieb mit Strom für die hier zu befördernden großen Lasten wesentlich wirtschaftlicher war als mit Dampf. Der Strom wird in der Umspannstation Joudreville, die noch immer in Betrieb ist, für einen Umkreis von ca. 60 km eingespeist und über die beiden Streckenenden hinaus für die Hauptleitungen der Nachbarstrecken benötigt. Die Oberleitung ist also nach wie vor ständig unter Strom. Das ist der Grund, warum die Strecke noch nicht entwidmet wurde und mit Baumschnitt und ähnlichem weiterhin unterhalten wird.

## Bahntrasse
Die Streckenführung ist stark gewunden, obwohl dies aufgrund des Geländes nicht nötig wäre. EST war bei der Trassierung bemüht, alle hier befindlichen Erzgruben möglichst nah anschließen zu können. Die Steigungen gehen über 10 ‰ nicht hinaus und es gibt nur einen nennenswerten Kunstbau, das gemauerte, 180 Meter lange Viadukt von Beaufontaine mit 11 Bögen und jeweils 12 Meter breiten Öffnungen.